# Arrowsmith (rivier)
De Arrowsmith is een rivier in de regio Mid West in West-Australië.

## Geschiedenis
Ten tijde van de Europese kolonisatie leefden de Amangu Nyungah Aborigines in het gebied waardoor de Arrowsmith stroomt.
Ontdekkingsreiziger George Grey ontdekte de rivier op 11 april 1839. De rivier stond toen droog. Grey ontwaarde er een groep Aborigines, een gewonde man met vrouwen en kinderen. Het was de meest noordelijke groep die hij ontmoette die in kangoeroevellen gekleed gingen. Grey vernoemde de rivier naar cartograaf John Arrowsmith.

## Geografie
De Arrowsmith ontspringt nabij de Midlands Road, net ten zuiden van het plaatsje Arrino, ten noordwesten van Three Springs. De rivier stroomt vervolgens 85 kilometer in westelijke richting naar de westkust toe. De rivier mondt 9 kilometer landinwaarts van 'Cliff Head' in het 'Arrowsmith Lake' uit.
De rivier wordt onder meer gevoed door de Donkey Creek.

## Hydrologie
Onder de rivier ligt een aquifer. Er wordt op twee plaatsen naar water geboord om de omliggende dorpen, Morawa, Arrino, Perenjori, Caron, Bunjil en Latham, van water te voorzien. Het opgepompte water is gemiddeld 7.120 jaar oud.

## Klimaat
De rivier stroomt door een gebied dat een mild mediterraan klimaat kent, met hete droge zomers en koele vochtige winters. De gemiddelde jaarlijkse neerslag bedraagt er ongeveer 390 mm.

## Fauna en flora
Er werden enkele zeldzame planten en dieren in het stroomgebied van de Arrowsmith aangetroffen waaronder de Byblis lamellata, een vleesetende plant.
Tijdens een veldonderzoek op 14 en 15 maart 2014 werden rondom de bronnen waaraan de Arrowsmith ontspringt 88 soorten aquatische ongewervelden aangetroffen.